# Jan Zygmunt Michałowski
Jan Zygmunt Michałowski (ur. 24 maja 1881 w Wylezinie, zm. 7 października 1947 w Krakowie) – austriacki i polski dyplomata.

## Życiorys
Syn Zygmunta i Marii z Popielów. Ukończył Theresianum, Akademię Konsularną w Wiedniu i studia prawnicze. Od 1906 w służbie konsularnej Austro-Węgier. Wicekonsul w Tangerze, attaché konsularny w Sofii, przez pewien czas w centrali MSZ Austro-Węgier w Wiedniu. W latach 1910–1912 był wicekonsulem w Smyrnie. W 1912 przeszedł ze służby konsularnej do służby dyplomatycznej, był sekretarzem legacyjnym ambasady w Londynie i drugim sekretarzem poselstwa w Belgradzie, do wybuchu I wojny światowej. W czasie I wojny światowej służył w armii austro-węgierskiej jako oficer 8 pułku ułanów.
Do służby dyplomatycznej II Rzeczypospolitej wstąpił w grudniu 1918. Po powołaniu polskiego przedstawicielstwa w Szwecji został mianowany ministrem pełnomocnym i posłem w misji specjalnej 24 maja 1919, jeszcze przed uznaniem (3 czerwca 1919) niepodległości Polski przez Szwecję. 22 lipca 1919 objął formalnie placówkę w Sztokholmie w randze posła nadzwyczajnego i ministra pełnomocnego, misję pełnił do 19 stycznia 1924.
24 grudnia 1924 mianowany posłem w Budapeszcie. W czasie jego urzędowania Polska i Węgry podpisały 26 marca 1925 konwencję handlową; Węgry ratyfikowały ją już 3 kwietnia, Polska wskutek zmienionej tymczasem sytuacji gospodarczej (wojna celna z Niemcami), zwlekała z ratyfikacją. Michałowski wskazywał wówczas polskiemu MSZ konieczność zacieśnienia stosunków gospodarczych z Węgrami jako środka do zbliżenia obu krajów; ostatecznie Polska 1 września 1925 ratyfikowała konwencję. Odwołany 19 czerwca 1928, opuścił poselstwo 31 lipca 1928 i 3 września 1928 został posłem RP w Kopenhadze. W czasie jego urzędowania zawarto 29 maja 1930 umowę polsko-duńską o uruchomieniu polskiej linii transatlantyckiej przy pomocy duńskiego towarzystwa okrętowego. Odwołany 31 lipca 1931, 1 sierpnia 1931 został przeniesiony w stan rozporządzalności. Wskutek braku możności porozumienia się z ówczesnym kierownictwem MSZ, został na własny wniosek przeniesiony w stan spoczynku 1 lutego 1932. Zmarł w Krakowie, pochowany na cmentarzu Rakowickim.
Odznaczony szwedzkim Krzyżem Wielkim Orderu Gwiazdy Polarnej w 1924 i duńskim Krzyżem Wielkim Orderu Danebroga w 1931.
Z małżeństwa zawartego w 1910 z Marią Wodzicką (ur. 1885), miał czworo dzieci: Krzysztofa (ur. 1912, benedyktyn), Marię (ur. 1916), Zygmunta (1918-2010, dziennikarz) i Annę (ur. 1923, po mężu Ballaux).

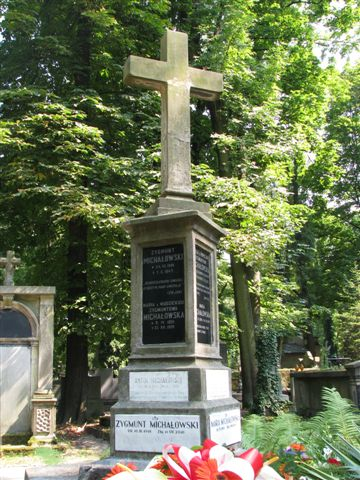
Grobowiec Michałowskich

Zmarł 7 października 1947. Został pochowany w grobowcu rodzinnym na cmentarzu Rakowickim w Krakowie.